# Adolf von Arnim-Boitzenburg
Adolf Graf von Arnim-Boitzenburg (Boitzenburg, 2 december 1832 - aldaar, 15 december 1887) was een Duits staatsman. Hij was de zoon van Adolf Heinrich von Arnim-Boitzenburg en de oudere broer van Hermann von Arnim-Boitzenburg.
Na een rechtenstudie te Göttingen, Bonn en Berlijn werd hij in 1862 ambtenaar. In 1864 werd hij medewerker bij het ministerie van Binnenlandse Zaken en in 1868 landraad van Templin. Hij maakte als ordonnansofficier de Tweede Duits-Deense Oorlog (1864) en de Frans-Duitse Oorlog (1870) mee. In maart 1873 werd hij districtspresident van Lotharingen en in december 1874 eerste president van de provincie Silezië en Regierungspräsident van Breslau.
Na de veroordeling van Harry von Arnim, die was gehuwd met zijn zuster, nam hij ontslag en trok hij zich terug  te Boitzenburg. Hij werd in 1878 eerste vicepresident van het Pruisische Herrenhaus. In 1879 leidde hij de eerste gewone generale synode van Pruisen. Hij was van 1880 tot 1881 president van de Duitse Rijksdag. Hij stierf in 1887 op 55-jarige leeftijd te Boitzenburg.
- Gemeinsame Normdatei: 117662828
- Virtual International Authority File: 10629260
- WorldCat: E39PBJmMXX3fWyqCQ9FTqWrQbd